# Powiat Lewocza
Powiat Lewocza (słow. okres Levoča) – słowacka jednostka podziału administracyjnego znajdująca się na obszarze historycznego regionu Spisz w kraju preszowskim. Powiat Lewocza zamieszkiwany jest przez 33 309 obywateli (w roku 2011), zajmuje obszar 357 km². Średnia gęstość zaludnienia wynosi 93,22 osób na km². Miasta: Spiskie Podgrodzie i powiatowa Lewocza.